# John Belushi
John Adam Belushi (Chicago, 1949. január 24. – Los Angeles, 1982. március 5.) Primetime Emmy-díjas amerikai komikus, színész, énekes.
Leginkább harsány személyiségéről és hatalmas energiájáról volt híres, amit az NBC tv-adó Saturday Night Live című késő esti varietéműsor általa alakított szereplői bőrében jelenített meg, valamint a Party zóna című film Blutójaként.
Karrierje során mély művészi és személyes kapcsolata volt barátjával és kollégájával, Dan Aykroyddal, akivel először a Second City Comedy nevű chicagói kabarétársulatnál találkoztak.
Belushi 1982. március 5-én hunyt el a Chateau Marmont motelban, a kokain és heroin keveréke, a speedball nevű drog véletlen túladagolása miatt, 33 évesen.
Posztumusz csillagot kapott a Hollywood Walk of Fame-en, 2004. április 1-jén.

## Gyermekkora
Belushi anyja, Agnes Demetri albán bevándorlók gyermeke, apja Adam Alaston Belushi albán bevándorló volt Qytezë-ből, testvére James Belushi. A Chicago közeli Wheatonban nevelkedett, szülei éttermet vezettek. A Wheaton Central High Schoolban tanult, ott találkozott jövőbeli feleségével, Judith Jacklinnel.
Gyermekkorában legnagyobb szenvedélye a baseball, a rock and roll és a színház volt.

## Pályafutása

### Színpadon
Középiskolában alapította meg a saját komédiatrióját, a West Compass Triót.
Diákként sokat járt a Second City Comedy nevű kabarétársulat estjeire, és az ott látottakat eljátszotta iskolatársainak. Egy tanárnak kapcsolata volt az egyik Second City-taggal, és elmesélte neki: „nem járunk a Second City előadásaira, mert van valaki, aki eljátssza nekünk az egészet.”
Ezután a társulat meghallgatta Belushit, aki azonnal bekerült a csapatba, aminek hamar a vezéregyénisége lett. Itt találkozott többek között Chevy Chase-zel, akivel később az SNL-ben együtt dolgozott.
1972-ben részt vett a National Lampoon Lemmings című többrészes előadáson, ami a Woodstocki fesztivált parodizálta. Itt vált híressé Joe Cocker-imitációjával. Amikor valaki megkérdezte Belushit, hogyan képes ennyire nyugodtan viselkedni a színpadon, ezt válaszolta: „A színpad az egyetlen hely, ahol pontosan tudom, mit csinálok.”
1973-ban Judith Jacklinnel New Yorkba költözött, ahol a National Lampoon Radio Hour című rádióműsor egyik műsorvezetője volt.
1974-ben találkozott Dan Aykroyddal, aki az akkori Second City tagja volt.
1976. december 31-én házasodott össze Judithtal.

### Saturday Night Live
John Belushi az 1975-ben indult Saturday Night Live című varietéműsor alapcsapatának a tagja lett, ahol olyan híres szerepeket játszott el, mint Samurai Futaba, vagy a híres Greek Restaurant című szkeccs pultosa. Aykroyddal közösen kitalálták Jake és Elwood Blues karakterét, a Blues Brotherst. A karakterek ötlete Aykroydtól származik, aki szülővárosa, a kanadai Ottawa Downchild Blues Band együttes testvérpárosa alapján alkotta meg a két figurát. Először 1976. január 17-én szerepeltek a karakterek bőrében.
Belushi meglehetősen szkeptikusan közelített a tévéhez, tulajdonképpen nem is akart beszállni a műsorba, de barátja, Gilda Radner rábeszélte.
Az SNL-ben eltöltött idő alatt erősen rászokott a drogokra, főleg a kokainra, amit a nagy hajtás és elvárások miatt fogyasztott.
A producereknek már az elején is voltak fenntartásaik vele szemben: meg voltak róla győződve, hogy baj lesz vele. Belushi hatalmas közönségsikert aratott, ennek ellenére tényleg rengeteg problémát okozott a viselkedése. Előfordult, hogy a próbák és a tévés forgatások alatt összeesett, máskor barátai és vadidegenek házába ment be, és étel után kutatott a konyhában. Sokszor a stábnak kellett megkeresnie, és másnap munkába vinnie.

### Filmes karrier és aBlues Brothers
1978-ban három filmet készített, ezek az Old Boyfriends, Joan Tewkesbury rendezésében, az Irány délre!, Jack Nicholson rendezésében, és a Party zóna, John Landis rendezésében.
A Party zóna hatalmas siker lett, bár a kritikusok vegyesen fogadták. 8,2 millió dollárból forgatták, ám 141 milliót hozott a konyhára. A Time magazin az év legjobb filmjének választotta.
A Blues Brothers hatalmas sikere miatt Belushiék eldöntötték, hogy alapítanak egy együttest ugyanezen a témán. A banda többi tagjai kiváló stúdiózenészek voltak, úgy mint Lou Marini és Tom Malone, akik a Blood, Sweat & Tears együttesben játszottak korábban, valamint Donald Dunn és Steve Cropper, akik a Booker T. & the M.G.’s-ben játszottak és a Stax Records stúdiózenészei voltak.
A Blues Brothers első albuma, a Briefcase Full of Blues 1978-ban jelent meg az Atlantic Recordsnál. Az anyag dupla platina lett, a Billboard 200-as listáján első lett, feltámasztotta a chicago bluest és a memphis soult, két kislemeze jelent meg, melyek közül a Soul Man 14. lett a slágerlistákon.
John és Aykroyd 1979-ben elhagyta az SNL-t, hogy a filmes karrierjeikre tudjanak koncentrálni.
Ketten együtt három filmben szerepeltek, ezek a Meztelenek és bolondok, a Jó szomszédok, és a Blues Brothers. Az utóbbi 1980. június 20-án jelent meg, pozitív fogadtatás mellett. Bár az első héten mindössze ötmillió dollárt ért el, ám később 115 millió dollár bevételt szerzett világszerte. A film dalai is megjelentek albumon, Belushiék turnéra mentek, hogy népszerűsítsék a filmet és az albumot.
Az együttes Johnnal még egy albumot jelentetett meg, Made in America címmel 1980-ban, ami már nem lett akkora siker, mint az előző, bár a Who's Making Love című dal a 39. lett a slágerlistákon.
Az SNL-ből való kilépése óta az utolsó film, amit Aykroyd nélkül forgatott, az Amerikai románc címet viselte, és egy romantikus komédia volt, 1981 szeptemberében jelent meg. Nem lett nagy siker, mert Belushi merőben más karaktert alakított, mint előző filmjeiben.

## Halála
Személyi edzője, Bill Wallace talált rá holttestére, március 5-én, a Chateau Marmont motel 3-as bungalójában. 33 éves volt. Halálát a kokain és heroin keveréke, a speedball nevű drog véletlen túladagolása okozta.
Halála napján még vendégül látta Robert De Nirót, és barátját, Robin Williamst, utoljára pedig Cathy Smitht, a sztárok kedvenc drogdílerét.
Egy hónappal a haláleset után Cathy a National Enquirernek adott interjújában bevallotta, ő adta be John Belushinak a végzetes aranylövést. Cathyt ezután gondatlanságból elkövetett emberölésért 15 hónapra börtönbe zárták, miután 1986-ig Kanadában bujkált.
A Martha’s Vineyard temetőben nyugszik, Massachusettsben. Sírkövére ezt vésték: „Az lehet, hogy én meghalok, de a rock ’n’ roll tovább él.”

## Filmográfia

### Film
| Év   | Magyar cím                  | Eredeti cím                    | Szerep                          | Magyar hang    |
| ---- | --------------------------- | ------------------------------ | ------------------------------- | -------------- |
| 1975 | Tarzan, a dzsungel szégyene | Tarzoon, la honte de la jungle | Craig Baker (angol hangja)      |                |
| 1978 | Party zóna                  | Animal House                   | John Blutarsky                  | Sörös Sándor   |
| 1978 | Irány délre!                | Goin' South                    | Hector seriffhelyettes          | Kerekes József |
| 1979 |                             | Old Boyfriends                 | Eric Katz                       |                |
| 1979 | Meztelenek és bolondok      | 1941                           | Bill "Wild Bill" Kelso százados | Balázs Péter   |
| 1979 | Meztelenek és bolondok      | 1941                           | Bill "Wild Bill" Kelso százados | Kapácsy Miklós |
| 1980 | Blues Brothers              | The Blues Brothers             | Jake "Joliet Jake" Blues        | Maros Gábor    |
| 1980 | Blues Brothers              | The Blues Brothers             | Jake "Joliet Jake" Blues        | Scherer Péter  |
| 1981 | Amerikai románc             | Continental Divide             | Ernie Souchak                   | Koroknay Géza  |
| 1981 | Jó szomszédok               | Neighbors                      | Earl Keese                      | Dörner György  |

### Televízió
| Év        | Eredeti cím                      | Szerep      | Megjegyzések               |
| --------- | -------------------------------- | ----------- | -------------------------- |
| 1975–1980 | Saturday Night Live              | több szerep | - 79 epizód - producer     |
| 1976      | The Beach Boys: It's OK          | rendőr      | tévéfilm (forgatókönyvíró) |
| 1978      | The Rutles: All You Need Is Cash | Ron Decline | tévéfilm                   |